# Pi1 Ursae Majoris
Pour les articles homonymes, voir Pi Ursae Majoris.
Désignations
Pi1 Ursae Majoris (π1 Ursae Majoris / π1 UMa) est une naine jaune de la constellation de la Grande Ourse. De magnitude apparente moyenne de 5,63, elle est située à 47,1 années-lumière de la Terre et est relativement jeune (environ 200 millions d'années). C'est une étoile variable de type BY Draconis ; l'amplitude de variation de sa luminosité est de 0,08 magnitude. La première éruption en rayons X d'une étoile de type solaire a été observée sur Pi1 Ursae Majoris en 1986. Cette étoile fait partie du courant d'étoiles de la Grande Ourse, un ensemble d'étoiles qui se déplacent de la même façon à travers l'espace, et qui comprend notamment cinq des sept étoiles de l'astérisme de la Grande Casserole,.
Un excès de rayonnement infrarouge en provenance de Pi1 Ursae Majoris a été détecté, ce qui y suggère la présence d'un disque de débris. L'ajustement de modèles aux données semblent indiquer qu'il y a un anneau de débris fins à un rayon d'environ 0,4 ua composé de grains de silicates ou des cristaux de forstérite de 0,25 µm. Il peut également s'agir d'un plus large cercle de grains plus épais (10 µm) à une distance qui pourrait aller jusqu'à 16 ua.